# Fiat 8 HP
Fiat 8 HP – samochód, produkowany przez włoski koncern motoryzacyjny Fiat w 1901 roku. Samochód napędzany był przez dwucylindrowy silnik rzędowy, o mocy 8 koni parowych. Rozwijał prędkość  45 km/h.